# Say Hello (canción de Deep Dish)
«Say Hello» es una canción del dúo de música house Deep Dish, en la que cuenta con las voces de Anousheh Khalili. Fue lanzado el 13 de junio de 2005 como el segundo sencillo de su segundo álbum de estudio George Is On.
La canción se convirtió en otro éxito popular para el grupo, obteniendo el primer lugar en el Hot Dance Club Songs de la revista Billboard y alcanzando la ubicación número 14 en la lista de sencillos del Reino Unido. En 2006, recibió una nominación al Premio Grammy a la mejor grabación dance, perdiendo frente a la canción "Galvanize" de The Chemical Brothers.

## Lista de canciones
| Reino Unido — Sencillo en CD |                                                                       |          |  |
| N.º                          | Título                                                                | Duración |  |
| 1.                           | «Say Hello» (Radio Edit)                                              | 3:06     |  |
| 2.                           | «Deep Dish vs. Dire Straits - Flashing For Money» (Sultan Radio Edit) | 3:56     |  |

| Estados Unidos — Maxisencillo |                                                                     |          |  |
| N.º                           | Título                                                              | Duración |  |
| 1.                            | «Say Hello» (Club Mix)                                              | 9:59     |  |
| 2.                            | «Say Hello» (Rock Mix)                                              | 7:03     |  |
| 3.                            | «Say Hello» (Angello & Ingrosso Remix)                              | 8:47     |  |
| 4.                            | «Say Hello» (Chus & Ceballos Remix)                                 | 11:05    |  |
| 5.                            | «Say Hello» (Paul Van Dyk Remix)                                    | 10:32    |  |
| 6.                            | «Say Hello» (Dylan Rhymes Acid Thunder Remix)                       | 7:15     |  |
| 7.                            | «Deep Dish vs. Dire Straits - Flashing For Money» (Sultan Club Mix) | 11:52    |  |

## Posicionamiento en listas
| Lista (2005)                                | Mejor posición |
| ------------------------------------------- | -------------- |
| Alemania (Media Control AG)                 | 72             |
| Australia (ARIA)                            | 40             |
| Bélgica (Flandes) (Ultratip Bubbling Under) | 6              |
| Bélgica (Valonia) (Ultratip Bubbling Under) | 18             |
| Estados Unidos (Hot Dance Club Songs)       | 1              |
| Estados Unidos (Dance/Mix Show Airplay)     | 12             |
| European Hot 100                            | 23             |
| Finlandia (OFC)                             | 4              |
| Irlanda (IRMA)                              | 18             |
| Italia (FIMI)                               | 44             |
| Países Bajos (Mega Single Top 100)          | 44             |
| Reino Unido (UK Singles Chart)              | 14             |
| Suiza (Schweizer Hitparade)                 | 90             |

### Sucesión en listas
| Anterior: «Mesmerized» de Faith Evans | Hot Dance Club Songs — Sencillo Nro 1 1 de octubre de 2005 — 7 de octubre de 2005 | Siguiente: «Pon de Replay» de Rihanna |